# Deliciosamente tontos
Deliciosamente tontos es una película española de 1943 dirigida por Juan de Orduña.
Juan de Orduña fue un director todoterreno del cine, hábil en la comedia donde exhibe el material cómico de esta comedia, una de las siete que el director filmó para Cifesa en los años cuarenta. Tuvo mucho éxito en taquilla al darle ese aire de enredo de las comedias americanas que se hacían en esa época.

## Sinopsis
Un millonario cubano deja su fortuna a la primera pareja que se case entre dos familias, los Acevedo y los Espinosa, antes del centenario de su muerte. Si no toda su fortuna pasará a beneficencia. María Espinosa, que vive en Cuba, se casa por poderes con Ernesto Acevedo, que vive en España, y emprende el viaje en barco para conocer a su marido.